# Weldon (Northamptonshire)
Pour les articles homonymes, voir Weldon.
Weldon est une paroisse civile et un village du Northamptonshire, en Angleterre.